# La Lechuguilla
La Lechuguilla är en ort i Mexiko.   Den ligger i kommunen Tepetongo och delstaten Zacatecas, i den centrala delen av landet, 500 km nordväst om huvudstaden Mexico City. La Lechuguilla ligger 2 082 meter över havet och antalet invånare är 171.
Terrängen runt La Lechuguilla är kuperad åt nordväst, men åt sydost är den platt. Runt La Lechuguilla är det mycket glesbefolkat, med 5 invånare per kvadratkilometer. Närmaste större samhälle är Jerez de García Salinas, 19,1 km nordost om La Lechuguilla. Omgivningarna runt La Lechuguilla är i huvudsak ett öppet busklandskap.